# Сталевий шолом
Сталевий шолом, Ліга фронтовиків (нім. Stahlhelm, Bund der Frontsoldaten) — військове об'єднання часів Веймарської республіки, яке засноване одразу після закінчення Першої Світової війни в грудні 1918 року офіцером запасу Францом Зельдте в Магдебурзі. Зельдте разом із Теодором Дюстербергом був Головою об'єднання. Дана організація була збройною частиною Німецької національної народної партії. Сталевий шолом багаторазово забезпечував охорону зали на партійних зборах.

## Назва
Назва «сталевий шолом» походить з 1916 року, коли в німецькій армії було введено в користування сталевий шолом. Для багатьох фронтових солдатів він був символом твердості і самопожертви. Так, Ернст Юнгер у своєму першому творі «У сталевих грозах» в главі про битву на Соммі відмітив, що він 23 серпня 1916 року вперше побачив німецького солдата у сталевому шоломі. В 1934 він доповнив:
«Він був перший німецький солдат, якого я бачив у сталевому шоломі і він відразу здався мені жителем чужого і жорсткого світу.» — Ернст Юнгер

## 1918—1933

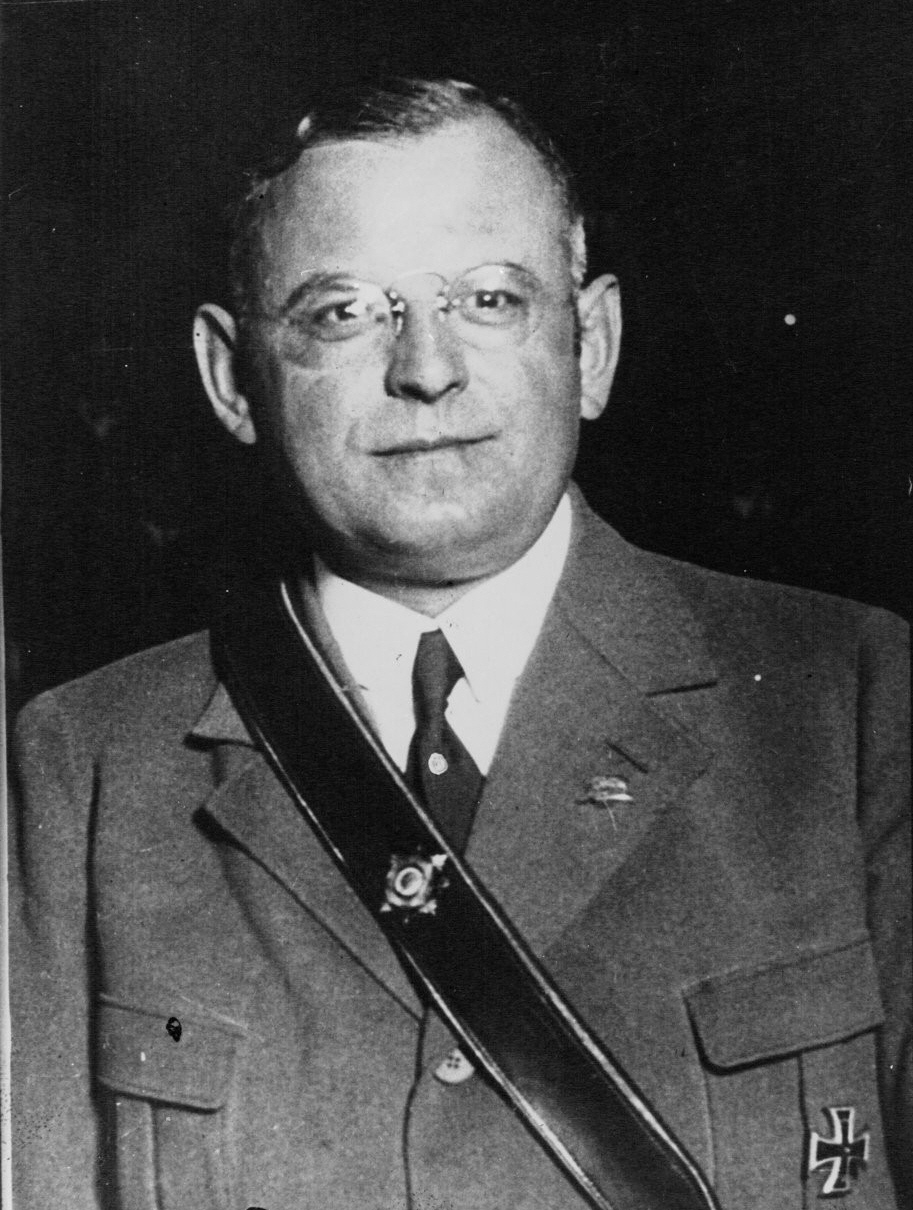
Франц Зельдте у 1933

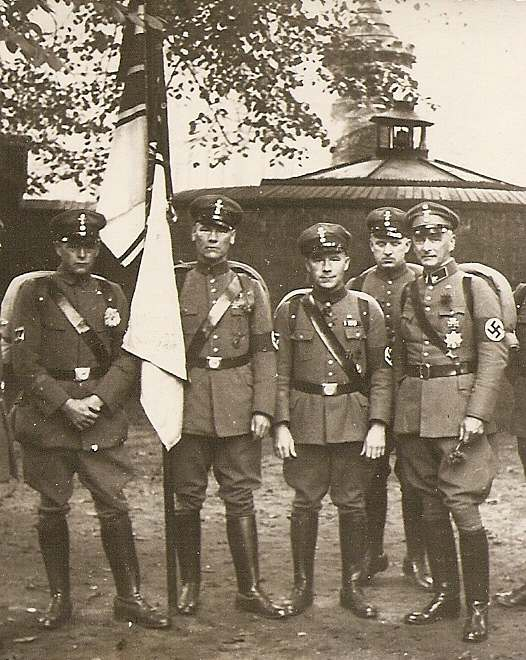
Члени «Сталевого шолому» після включення до складу СА, 1934 рік

Сталевий шолом вважався організацією, в якій труд всіх учасників війни повинен знаходити визнання і яка стояла в явній опозиції до політичної системи Веймарської республіки. У Сталевому шоломі панувала ідеологія, яка значною мірою орієнтувалась на часи імперії. Тодішнім фронтовим солдатам єврейського віросповідання відмовлялося у членстві. У власних регіональних підрозділах (Шарнхорстбунд, Молодий сталевий шолом, Студентське об'єднання Лангемарк, Ландштурм) з 1924 року зацікавлених підлітків та старших фронтово-недосвідчених чоловіків навчали військовій страві, до того ж Рейхсвер надавав активну підтримку цьому. Члени та керівники Сталевого шолому представляли себе як кадровий резерв Рейхсверу, чисельність якого обмежувалась до 100 000 чоловік згідно Версальського договору. До 1930 року чисельність зросла до понад 500 000 чоловік. Сталевий шолом таким чином був після Рейхсбаннер Шварц-Рот-Голд другим найсильнішим військовим об'єднанням Веймарської республіки.
Сталевий шолом фінансувався тодішньою армією та Німецьким чоловічим клубом об'єднаних підприємців, а також східно-ельбськими крупними землевласниками.
Хоча Сталевий шолом представляв себе офіційно позапартійною організацією, з 1928 року він відкрито виступав як антиреспубліканський та антидемократичний. Цілями були заснування диктатури в Німеччині, підготовка реваншистської війни і створення антипарламенської держави. В «Фюрстенбергській заяві ненависті» від вересня 1928 року йшлося про таке: «Ми ненавидимо усією душею нинішній державний устрій, його форму та його вміст», оскільки він є перешкодою до того, «щоб звільнити нашу поневолену Батьківщину, […], отримати необхідний життєвий простір на сході та зробити німецький народ знову обороноздатним.» Ось чому члени Сталевого шолому на відміну від Німецької національної народної партії наприкінці Веймарської республіки характеризують себе як «німецьких фашистів». Інші основні вимоги включали створення «національного велико-німецького Рейху», боротьбу як з соціал-демократією, так і з «торговим духом юдаїзму» та демократично-ліберальною ідеологією, передачу керівних позицій держави фронтовим солдатам і політику життєвого простору на сході.
Разом з Німецькою національною народною партією DNVP під керівництвом Альфреда Гугенберга та Націонал-соціалістичною робітничою партією Німеччини NSDAP під керівництвом Адольфа Гітлера Сталевий шолом організував референдум проти Плана Юнга.
Сталевий шолом в 1931 році належав до організацій-засновників Гарцбургского фронту, який виступав проти Веймарської республіки. В першому турі президентських виборів 1932 року Сталевий шолом був представлений власним кандидатом — Теодором Дюстербергом.

## 1933—1935
1933 року Сталевий шолом утворив Чорно-біло-червоний фронт в союзі зі Німецькою національною народною партією для участі у вибори до Рейхстагу 5 березня 1933 року. На них фронт набрав лише 8 % голосів виборців.
Після приходу до влади нациської партії NSDAP Сталевий шолом був помічений як єдиний існуючий союз, який був проти організацій нациської партії. «Сотні тисяч колишніх представників розпущеного Рейхсбаннер і також розпущених союзів червоних фронтовиків були зараховані до Сталевого шолому, щоб знайти там захист, деякі також, щоб пробитись політично.» — Теодор Дюстерберг.
На Нюрнберському процесі Теодор Грус, казначей Сталевого шолому до його розпуску в 1935 році та до його ліквідації в 1939 році, відповідав на питання щодо точки зору проти політичних партій Німеччини в Сталевому шоломі: «Сталевий шолом був проти всіх радикальних політичних напрямків. Він слідував не принципу руйнування чи знищення, але він завжди намагався через роз'яснення, переконання, агітацію цих екстремальних напрямків об'єднатись з помірними течіями. Доказ цьому те, що політичні опоненти Сталевого шолому в кінці зрозуміли його ідеологію, що показала весна 1933 року, коли багато учасників, переслідуваних членів Соціал-демократичної партії Німеччини (СПД) та Комуністичної партії Німеччини (КПД) шукали в Сталевому шоломі захисту і допомоги…»

## Акція роззброєння проти Брауншвайхського Сталевого шолому
Акція роззброєння Сталевого шолому в Брауншвайзі 27 березня 1933 року, який нацистська партія називала Путч Сталевого шолому, є прикладом тиску на Сталевий шолом. Через прийняття в свої ряди колишніх членів Рейхсбаннеру були помічені локальні спроби посилити значення даного об'єднання. Проти цього спрямовувалась масова операція СА та СС за частковою участю місцевої міліції, яка включала тимчасове ув'язнення 1500 членів та керівників Сталевого шолому та тимчасова заборона самої організації. 1000 арештованих були членами СПД та КПД. Багато серед арештованих зазнали жорстокого поводження та насильства.
Події знаходились під особливою увагою на всій території імперії через повідомленнями преси, причому супротив до Брауншвайгського Сталового шолому був надзвичайно великою подією у всьому Німецькому Рейху. Назва «путч» через нациську пропаганду повинна була викликати враження, ніби планувалася спроба державного перевороту з боку Сталевого шолому проти виконуючого обов'язки уряду Гітлера.

## Зрівняння та розпуск
Засновник Сталевого шолому Франц Зельдте став в уряді Гітлера Міністром праці і в квітні 1933 року вступив до NSDAP. В серпні 1933 року він став СА-обер-группенфюрером і пізніше Рейхскомісаром з питань добровільної праці. Посаду Міністра праці він обіймав до 1945 року.
Після того як Зельдте 27 квітня 1933 року заявив, що він і Сталевий шолом підпорядковується «цільному солдатському єдинству фюрера», наступило зрівняння Сталевого шолому, його побічних організацій та всіх інших військових організацій через підпорядкування СА. До групи «СА-резерв I» відносились члени Сталевого шолому у віці від 36 до 45 років. Ті, яким було більше 45 років, відносились до групи «СА-резерв II». В січні 1934 року злилися дані групи з СА. Інші отримали назву в березні 1934 «Націонал-соціалістичне німецьке об'єднання фронтових бійців (Сталевий шолом)». А 7 листопада 1935 року Гітлер розформував і цю організацію.
На відміну від членів СА, багато колишніх членів «Сталевого шолому», як професійні військові, згодом зробили кар'єру у СС, а потім у Військах СС. Серед них був оберстгрупенфюрер Пауль Гауссер.

## Після 1945
В 1951 році в Кельні «Сталевий шолом» як відновлений союз знову був зареєстрований, в якому брав участь також колишній генерал-фельдмаршал Альберт Кессельрінг. Пізніше був переназваний в «Сталевий шолом — Союз фронтових солдатів — Бойовий союз для Європи» і довгий час основним місцем роташування мав Йорк. 

## Звання

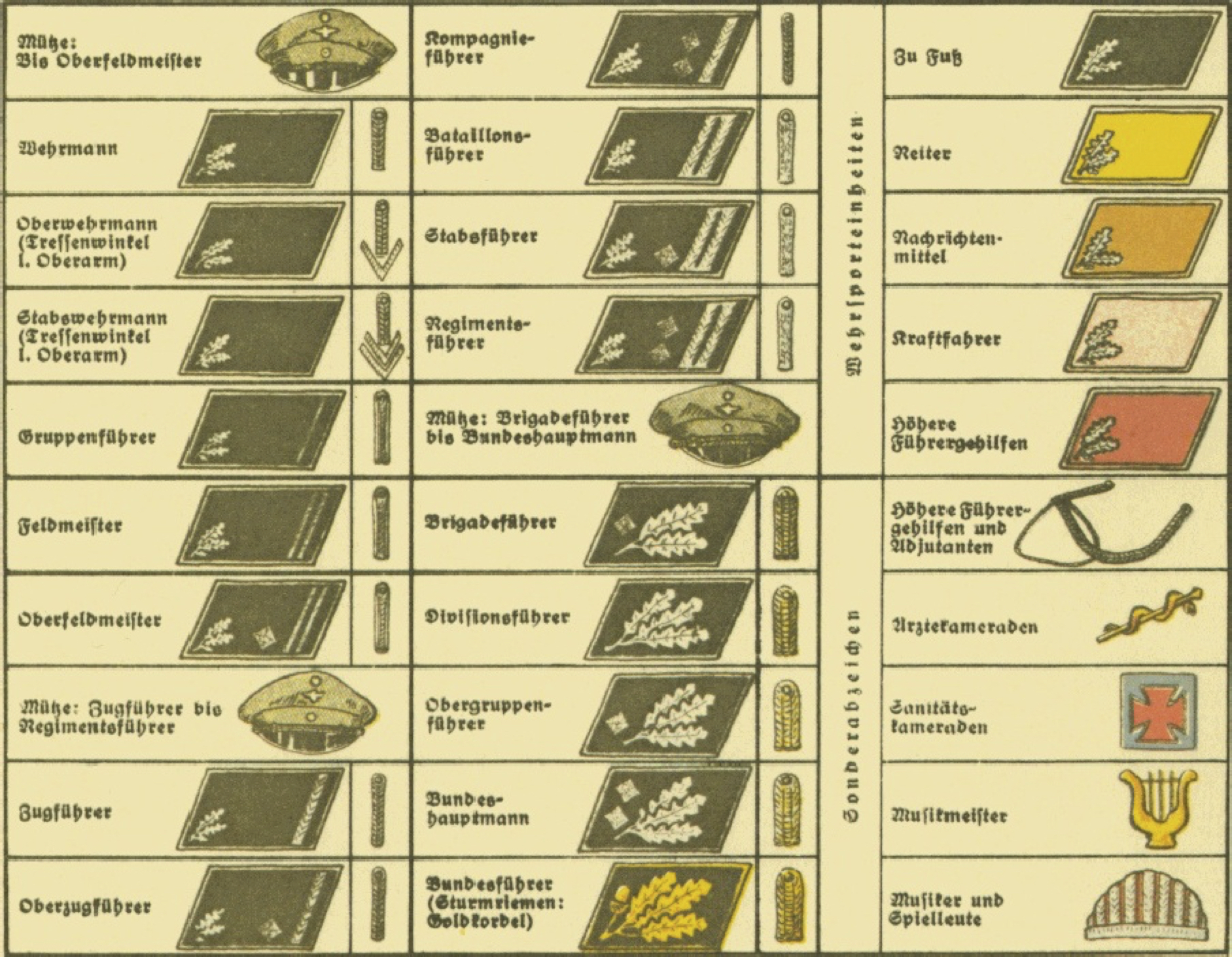
Звання та знаки розрізнення «Сталевого шолому», 1933.

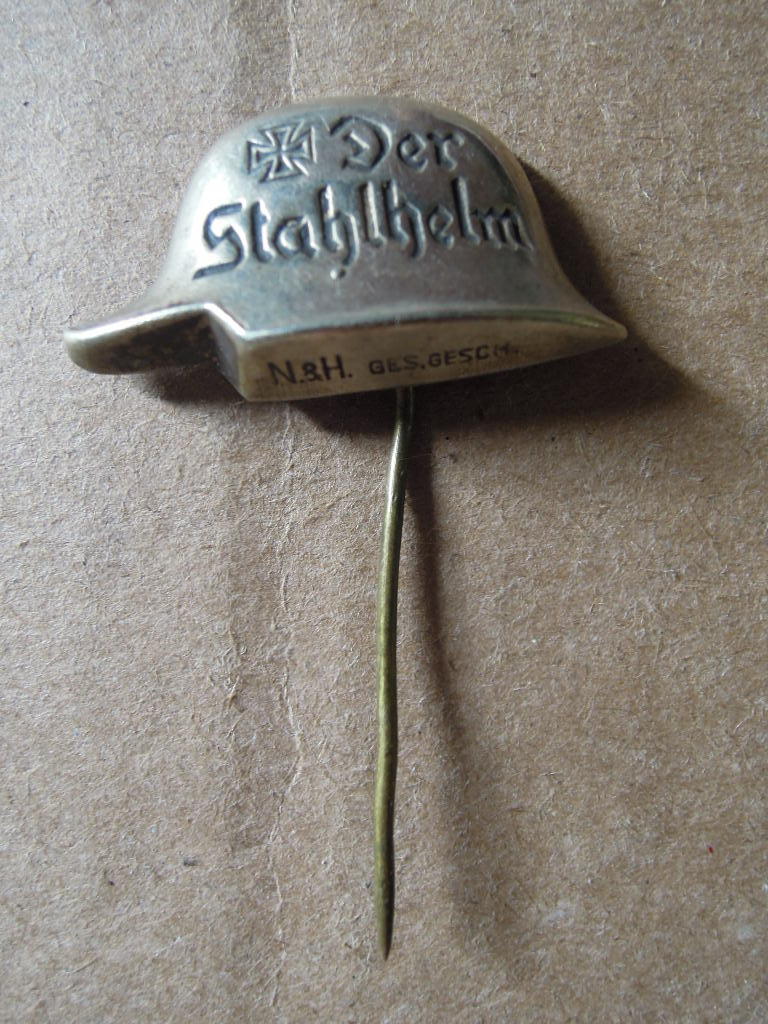
Значок «Сталевого шолому», 1918—1933

| Петлиця | Погон | Звання                                                  |
| ------- | ----- | ------------------------------------------------------- |
|         |       | Бундесфюрер (Франц Зельдте)                             |
|         |       | Бундесгауптман                                          |
|         |       | Обергруппенфюрер                                        |
|         |       | Дивізіонсфюрер                                          |
|         |       | Бригадефюрер                                            |
|         |       | Регіментсфюрер                                          |
|         |       | Штабсфюрер                                              |
|         |       | Батальйонсфюрер                                         |
|         |       | Компаніфюрер                                            |
|         |       | Оберцугфюрер                                            |
|         |       | Цугфюрер                                                |
|         |       | Оберфельдмайстер                                        |
|         |       | Фельдмайстер                                            |
|         |       | Группенфюрер                                            |
|         |       | Штабсверманн (нарукавна нашивка; петлиця як у верманна) |
|         |       | Оберверманн (нарукавна нашивка; петлиця як у верманна)  |
|         |       | Верманн                                                 |
| Source: |       |                                                         |